# فوتبال فانتزی

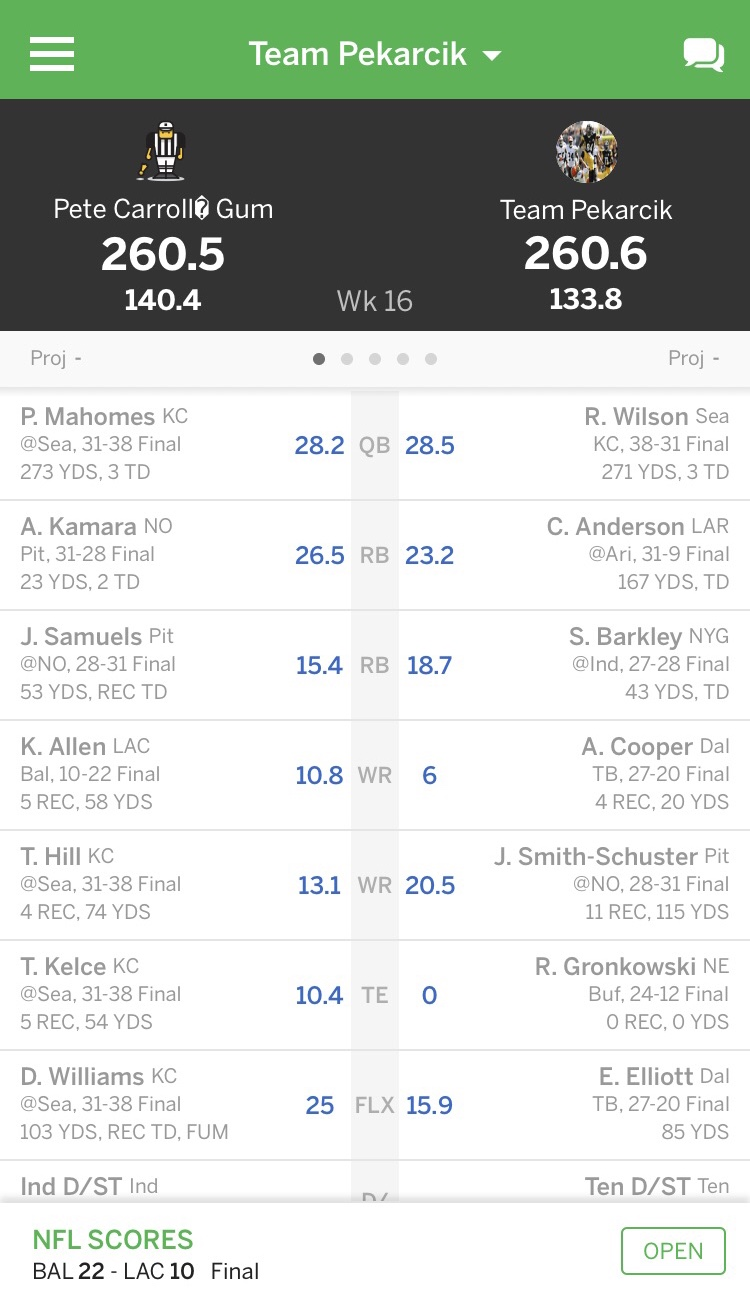
Espn Fantasy Football Championship. Team Pekarcik def. Pete Carroll’s Gum

فوتبال فانتزی یک بازی مجازی، ارتباطی و مدیریتی است که در این مسابقه کاربران، بازیکنان حرفه‌ای (واقعی) فوتبال را در تیم مجازی خود مدیریت می‌کنند.

این بازی به کاربران اجازه می‌دهد تا طبق نظر خود، به مانند یک مدیر باشگاه یا تیم ملی، بازیکنان خاصی را برای تیم خود ارنج کنند. کاربران در این نوع بازی می‌توانند بازیکنان متفاوتی را از تیم‌های مختلف حاضر در لیگ، در تیم خود بگمارند. تعدادی از بازیکنان شما، حکم بازیکن ذخیره را دارند و تنها آن دسته از بازیکنانی که به عنوان بازیکن اصلی (در هر هفته) انتخاب می‌کنید، بر اساس عملکرد واقعی شان در زمین بازی، برای شما کسب امتیاز می‌کنند. شما می‌توانید در صورت رضایت نداشتن از بازیکنان خود یا محرومیت و مصدومیت آن‌ها، با پرداخت هزینه‌ای (اصولاً کسر شدن از امتیازات اندوخته شده پیشین تان) بازیکن جدیدی به جای وی وارد تیم خود کنید.
فوتبال فانتزی یک بازی مجازی است که شرکت کنندگان در آن با ساختن تیم‌هایی متشکل از بازیکنان واقعی، با هم رقابت می‌کنند. این بازی به بازی کنندگان امکان مدیریت یک تیم ورزشی همانند دنیای واقعی را می‌دهد. فوتبال فانتزی‌ها معمولاً در حوزه و تقویم لیگ یک کشور یا یک رقابت جهانی مانند جام ملت‌های اروپا انجام می‌شود و شرکت کنندگان در هر مرحله با توجه به عملکرد بازیکنانشان در بازی‌های واقعی، براساس یک سری قوانین از پیش تعیین شده امتیاز می‌گیرند.

## تاریخچه
فوتبال فانتزی در سال ۱۹۸۸ توسط گری چیپاتا و دیوید مک نامارا برای لیگ فوتبال آمریکایی ابداع شد. این دو اولین کسانی بودند که قوانین امتیاز دهی به بازیکنان در این بازی را نوشتند. با قوانین امتیاز دهی آن‌ها توانستند معیاری برای سنجش عملکرد هر بازیکن طراحی کنند. از این نقطه بود که لیگ‌های فوتبال فانتزی ایجاد شد. برای سال‌ها رکوردها و امتیازها روی کاغذ ثبت می‌شد، تا اینکه در این سال‌ها (از سال ۱۹۹۵) با گسترش اینترنت، اولین سایت‌های فوتبال فانتزی شروع به کار کردند. در همان سال‌های اولیه رشد فوتبال فانتزی، بیش از ۱۰۰۰۰۰ شرکت کننده در پلی آف پیگزکین شرکت کردند. این رقابت با حمایت Americal Airlines و ۱۲ روزنامه سراسری آمریکا، به عنوان اسپانسر و مدیریت ان‌اف‌ال انجام می‌شد. آرشیو این رقابت‌ها و جوایز آن، در روزنامه‌های LA Times، NY Post، Chicago Sun Times و بسیاری روزنامه‌های دیگر موجود است.

### وضعیت حال حاضر
بنا بر اعلام انجمن ورزش فانتزی (Fantasy Sports Trade Association) سال گذشته بالغ بر ۲۹٫۹ میلیون نفر با سن بالای ۱۲ سال در آمریکا و کانادا در یکی از این فانتزی‌های مرتبط با ورزش بازی کرده‌اند. آمار سال قبل ۱۹٫۴ میلیون نفر بوده‌است. آمار دیگری حاکیست ۲۲٪ از مردان آمریکایی بین ۱۸ تا ۴۹ سال که دسترسی به اینترنت داشته‌اند، در این بازی شرکت کرده‌اند. تخمین زده می‌شود این بازی تأثیر ۳-۴ میلیارد دلاری سالیانه بر صنعت ورزش آمریکا داشته‌است. علاوه بر این، نتایج عملکرد بازیکنان در این بازیها، تأثیر زیادی بر محبوبیت و قیمت بازیکنان در دنیای واقعی داشته‌است. از بازیکنان برتر این مسابقات در ایران میشود به شش نفر اول این مسابقات اشاره کرد.
1. حمید قداسی
2. محمد کرباسچی
3. محمد کردانی
4. مهرصاد زنگنه
5. علی خادمی زاده
6. شنتیا جاودانه نیا

## قوانین بازی
با شرکت در یک لیگ فوتبال فانتزی، به شما مقدار معینی اعتبار برای خرید تعداد مشخصی بازیکن داده می‌شود. این بازیکنان، بازیکنانی هستند که در لیگ واقعی آن کشور بازی می‌کنند. قاعدتا شما با اعتباری که در اختیار دارید نمی‌توانید تمامی ستاره‌ها و بازیکنان سطح اول را بخرید. تیم شما می‌تواند ترکیبی از ستارگان گران‌قیمت و بازیکنان جوان و گمنام باشد. پس از برگزاری هر مرحله از بازی‌های لیگ آن کشور، تک تک بازیکنان با توجه به عملکردشان امتیازاتی را کسب می‌کنند. در پایان هر مرحله، به کاربرانی که آن بازیکنان را در اختیار داشته باشند برابر امتیازات بازیکنانشان تعلق می‌گیرد.

### انتخاب تیم
برای انتخاب تیم، قوانین خاصی باید مدنظر قرار گیرد:
- مدیر باید با اعتبار داده شده به وی تیم خود را تکمیل کند.
- تعداد مشخصی بازیکن از هر باشگاه قابل انتخاب است. به‌طور مثال یک مدیر نمی‌تواند همه بازیکنان خود را از یک باشگاه خاص بخرد.
- مدیر باید تعداد مشخصی بازیکن در هر پست انتخاب کند.

### تعداد بازیکن هر تیم
تعداد بازیکنی که هر مدیر می‌تواند می‌تواند برای تیم خود انتخاب کند از ۱۱ تا ۱۵ بازیکن متغیر است. در ساده‌ترین حالت هر مدیر باید ۱۱ بازیکن انتخاب کند. روش دیگر بازی انتخاب ۱۵ بازیکن است، که ۴ بازیکن حکم ذخیره دارند و امتیازی برای تیم کسب نمی‌کنند. در صورتی قبل از شروع مرحله یکی از بازیکنان اصلی مصدوم یا محروم شد، شرکت کننده مییتواند یکی از بازیکنان ذخیره را جایگزین کند.

### کاپیتان تیم
شرکت کننده در هر مرحله یک بازیکن را به عنوان کاپتان تیم مشخص می‌کند. امتیازاتی که این بازیکن کسب کند، با ضریب ۲ به حساب مدیر تیم اضافه می‌شود.

### نقل و انتقال
مدیر می‌تواند بازیکنان انتخابی تیم خود را فروخته و بازیکنان جدید جایگزین کند. قوانین نقل و انتقال در فوتبال فانتزی‌ها متفاوت است. معمولاً برای هر مورد نقل و انتقال هزینه از مدیر کسر می‌گردد. این هزینه می‌تواند کسر امتیاز یا اعتبار برای هر مورد نقل و انتقال باشد.

### سود و زیان حاصل از خرید و فروش
قیمت بازیکنان با توجه به عملکردشان در هر هفته می‌تواند متغیر باشد. با این حساب سرمایه مدیران نیز با گذشت زمان تغییر می‌کند.